# RTV Melilla
RTV Melilla, cuya razón social es Radio Televisión Melilla, S.A.U. (anteriormente INMUSA, cuya razón social era Información Municipal Melilla, S.A.), es una empresa pública de radiodifusión dependiente de la Ciudad Autónoma de Melilla (España). Su principal área de actividad es la producción audiovisual del canal de televisión Televisión Melilla, la futura emisora de radio Onda Melilla y el servicio de video bajo demanda Play Melilla.
Comenzó su actividad el 8 de julio de 1994.

## Actividades

Play Melilla, el servicio de video bajo demanda de RTV Melilla

### Televisión
| Logo | Canal                                 | Inicio de transmisiones | Formato de imagen |
| ---- | ------------------------------------- | ----------------------- | ----------------- |
|      | Televisión Melilla Canal generalista. | 1994                    | HD y SD           |

### Radio
| Logo | Emisora                           | Inicio de transmisiones |
| ---- | --------------------------------- | ----------------------- |
|      | Onda Melilla Emisora generalista. | Próximamente            |

- Onda Melilla:
  - 100.4 FM Para toda Melilla y zonas próximas.
  - De momento lunes a viernes no festivos nacionales de España de 13:30 a 14:00 informativo Melilla.
  - Resto del día es COPE Melilla